# Vicecanceller d'Àustria
El Vice Canceller Federal d'Àustria (Vizekanzler) és el segon cap de govern d'Àustria.

## Primera República (1918-1938)
| No. | Nom                       | Inici                  | Fi                     | Partit |
| --- | ------------------------- | ---------------------- | ---------------------- | ------ |
| 1.  | Jodok Fink                | 15 de març de 1919     | 26 d'abril de 1920     | CS     |
| 2.  | Ferdinand Hanusch         | 26 d'abril de 1920     | 22 d'octubre de 1920   | SDAPÖ  |
| 3.  | Eduard Heinl              | 22 d'octubre de 1920   | 20 de novembre de 1920 | CS     |
| 4.  | Walter Breisky            | 20 de novembre de 1920 | 30 de maig de 1922     | Cap    |
| 5.  | Felix Frank               | 30 de maig de 1922     | 20 de novembre de 1924 | GDVP   |
| 6.  | Leopold Waber             | 20 de novembre de 1924 | 20 d'octubre de 1926   | GDVP   |
| 7.  | Franz Dinghofer           | 20 d'octubre de 1926   | 19 de maig de 1927     | GDVP   |
| 8.  | Karl Hartleb              | 19 de maig de 1927     | 4 de maig de 1929      | RF     |
| 9.  | Vinzenz Schumy            | 4 de maig de 1929      | 26 de setembre de 1929 | RF     |
| 10. | Carl Vaugoin              | 26 de setembre de 1929 | 30 de setembre de 1930 | CS     |
| 11. | Richard Schmitz           | 30 de setembre de 1930 | 4 de desembre de 1930  | CS     |
| 12. | Johann Schober            | 4 de desembre de 1930  | 29 de gener de 1932    | Cap    |
| 13. | Franz Winkler             | 29 de gener de 1932    | 21 de setembre de 1933 | RF     |
| 14. | Emil Fey                  | 21 de setembre de 1933 | 1 de maig de 1934      | HB     |
| 15. | Ernst Rüdiger Starhemberg | 1 de maig de 1934      | 14 de maig de 1936     | HB     |
| 16. | Eduard Baar-Baarenfels    | 14 de maig de 1936     | 3 de novembre de 1936  | HB     |
| 17. | Ludwig Hülgerth           | 3 de novembre de 1936  | 11 de març de 1938     | VF     |
| 18. | Edmund Glaise-Horstenau   | 11 de març de 1938     | 13 de març de 1938     | NSDAP  |

## L'Àustria Hitleriana (13 de març de 1938 - 27 d'abril de 1945)
Edmund Glaise-Horstenau, un col·laborador de Hitler, i afiliat al NSDAP, va unir Àustria a l'Alemanya Nazi, el 13 de març de 1938, i des de llavors fins que el 27 d'abril de 1945 es replocamés la independència d'Àustria, el Canceller d'Àustria, va passar a ser el d'Alemanya.
Vegeu:Vicecanceller d'Alemanya

## Segona República (des de 1945)
| No. (Rep.) | Nom                   | Inici                  | Fi                     | Partit    |
| ---------- | --------------------- | ---------------------- | ---------------------- | --------- |
| 19. (1.)   | Adolf Schärf          | 20 de desembre de 1945 | 22 de maig de 1957     | SDAPÖ-SPÖ |
| 20. (2.)   | Bruno Pittermann      | 22 de maig de 1957     | 19 d'abril de 1966     | SPÖ       |
| 21. (3.)   | Fritz Bock            | 19 d'abril de 1966     | 19 de gener de 1968    | ÖVP       |
| 22. (4.)   | Hermann Withalm       | 19 de gener de 1968    | 21 d'abril de 1970     | ÖVP       |
| 23. (5.)   | Rudolf Häuser         | 21 d'abril de 1970     | 30 de setembre de 1976 | SPÖ       |
| 24. (6.)   | Hannes Androsch       | 30 de setembre de 1976 | 20 de gener de 1981    | SPÖ       |
| 25. (7.)   | Fred Sinowatz         | 20 de gener de 1981    | 24 de maig de 1983     | SPÖ       |
| 26. (8.)   | Norbert Steger        | 24 de maig de 1983     | 21 de gener de 1987    | FPÖ       |
| 27. (9.)   | Alois Mock            | 21 de gener de 1987    | 24 d'abril de 1989     | ÖVP       |
| 28. (10.)  | Josef Riegler         | 24 d'abril de 1989     | 2 de juliol de 1991    | ÖVP       |
| 29. (11.)  | Erhard Busek          | 2 de juliol de 1991    | 4 de maig de 1995      | ÖVP       |
| 30. (12.)  | Wolfgang Schüssel     | 4 de maig de 1995      | 4 de febrer de 2000    | ÖVP       |
| 31. (13.)  | Susanne Riess-Passer  | 4 de febrer de 2000    | 28 de febrer de 2003   | FPÖ       |
| 32. (14.)  | Herbert Haupt         | 28 de febrer de 2003   | 21 d'octubre de 2003   | FPÖ       |
| 33. (15.)  | Hubert Gorbach        | 21 d'octubre de 2003   | 11 de gener de 2007    | FPÖ/BZÖ   |
| 34. (16.)  | Wilhelm Molterer      | 11 de gener de 2007    | 2 de desembre de 2008  | ÖVP       |
| 35. (17.)  | Josef Pröll           | 2 de desembre de 2008  | 21 d'abril de 2011     | ÖVP       |
| 36. (18.)  | Michael Spindelegger  | 21 d'abril de 2011     | 1 de setembre de 2014  | ÖVP       |
| 37. (19.)  | Reinhold Mitterlehner | 1 de setembre de 2014  | actualitat             | ÖVP       |